# Manjiang (köpinghuvudort i Kina, Jilin Sheng, lat 41,95, long 127,59)
Manjiang är en köpinghuvudort i Kina. Den ligger i provinsen Jilin, i den nordöstra delen av landet, omkring 290 kilometer sydost om provinshuvudstaden Changchun. Antalet invånare är 2 007. Befolkningen består av 947 kvinnor och 1 060 män. Barn under 15 år utgör 10,0 %, vuxna 15-64 år 78 %, och äldre över 65 år 11,0 %.
Runt Manjiang är det ganska tätbefolkat, med 60 invånare per kvadratkilometer. Det finns inga andra samhällen i närheten. I omgivningarna runt Manjiang växer i huvudsak blandskog.
Genomsnittlig årsnederbörd är 1 061 millimeter. Den regnigaste månaden är juli, med i genomsnitt 286 mm nederbörd, och den torraste är januari, med 13 mm nederbörd.